# Epsilonema meunierorum
Epsilonema meunierorum is een rondwormensoort uit de familie van de Epsilonematidae. De wetenschappelijke naam van de soort is voor het eerst geldig gepubliceerd in 1987 door Decraemer & Gourbault.